# سيمون ليبراتي
سيمون ليبراتي (بالفرنسية: Simon Liberati) ولدت في 12 مايو 1960 بباريس، كاتبة وصحفية فرنسية. حصلت على جائزة فيمينا الأدبية عام 2011م.

## روابط خارجية
- سيمون ليبراتي على موقع IMDb (الإنجليزية)